# Sygnalizacja kolejowa w Polsce
Sygnalizacja kolejowa w Polsce – sygnalizacja w polskim transporcie kolejowym jest uregulowana przez Rozporządzenie Ministra Infrastruktury z 18 lipca 2005 w sprawie ogólnych warunków prowadzenia ruchu kolejowego i sygnalizacji (t.j. Dz.U. z 2015 r. poz. 360). Jej zadaniem jest przekazywanie informacji potrzebnej do zwiększenia bezpieczeństwa ruchu kolejowego.

## Podział sygnalizacji w Polsce

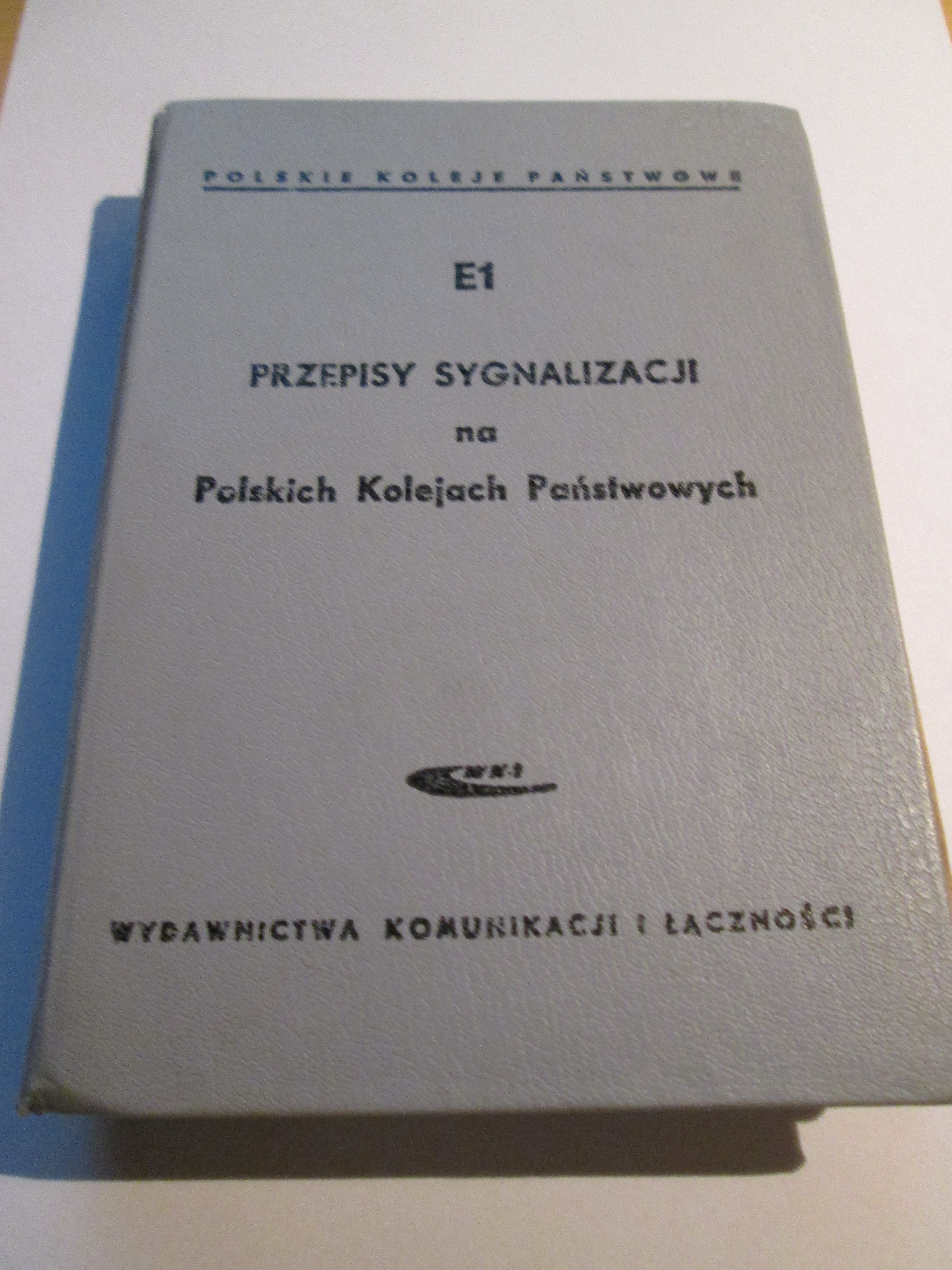
E1. Przepisy sygnalizacji na Polskich Kolejach Państwowych - wydanie z 1976 roku

Na PKP sygnalizację kolejową dzieli się na:
- Sygnały nadawane przez semafory:
  - Semafory kształtowe (Sr)
  - Semafory świetlne (S)
  - Sygnał zastępczy (Sz)
- Sygnały nadawane przez sygnalizatory powtarzające (Sp)
- Sygnały nadawane przez tarcze ostrzegawcze semaforowe:
  - Tarcze ostrzegawcze kształtowe:
    - Tarcze ostrzegawcze kształtowe dwustawne (Od)
    - Tarcze ostrzegawcze kształtowe trzystawne (Ot)
    - Tarcza ostrzegawcza nieruchoma (On)

  - Tarcze ostrzegawcze świetlne (Os)
- Sygnały nadawane przez tarcze przejazdowe (Osp)
- Tarcze manewrowe
  - Tarcze manewrowe kształtowe (M)
  - Tarcze manewrowe świetlne (Ms)
- Tarcze rozrządowe (Rt)
- Sygnały zamknięcia toru
  - Tarcze zaporowe (Z)
  - Sygnały przy wykolejnicach (Z x wk)
  - Sygnały na obrotnicach i wagach (Z x o lub Z x wg)
  - Sygnał na stanowiskach przestawczych zestawów kołowych (Z x p)
- Sygnały zatrzymania i zmniejszenia prędkości podawane przenośnymi tarczami (DO, D)
- Sygnały ogólnego stosowania dawane przez uprawnione osoby (D, Rm)
- Sygnały dawane gwizdawką lub syreną pojazdu kolejowego (Rp)
- Sygnały dawane przy wyprawianiu i przepuszczaniu pociągów
  - przez drużynę konduktorską (Rp)
  - przez dyżurnego ruchu (Rd)
  - przy próbie hamulców (Rh, Rhs)
  - przez dróżnika przejazdowego (D)
- Sygnały na pociągach i innych pojazdach kolejowych (Pc, Tb)
- Sygnały alarmowe (A)
- Wskaźniki (W)
  - Wskaźniki zwrotnicowe
  - Wskaźniki na liniach zelektryfikowanych
  - Wskaźniki ogólnoeksploatacyjne
- Sygnały i wskaźniki stosowane wyłącznie na wyznaczonych liniach kolejowych i stacjach
- Sygnały na semaforach świetlnych, tarczach ostrzegawczych i sygnalizatorach powtarzających, stosowane do odwołania